# Kanko Maru (schip, 1853)

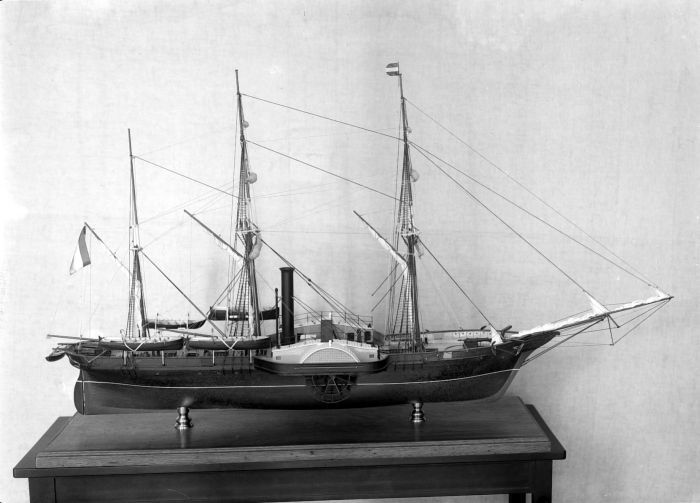
Soembing, hernoemd als Kanko Maru, geschenk van Koning Willem III

Kanko Maru (観光丸 Kankō-maru, Visie) was het eerste stoom-aangedreven oorlogsschip van Japan, gebouwd in Nederland als de Soembing. Het was een gift van Koning Willem III der Nederlanden aan het Tokugawa-shogunaat, dat Japan bestuurde tijdens het Bakumatsu-tijdperk. Het hielp Janus Henricus Donker Curtius, hoofd van de Japanse afdeling van de Nederlandsche Handel-Maatschappij in zijn pogingen om diplomatieke betrekkingen te verstevigen en om Japanse havens te openen voor Hollandse handelsschepen.

## Achtergrond
Vanaf het begin van de 17e eeuw volgde het Tokugawa-shogunaat, dat Japan bestuurde, een politiek van isolatie voor invloeden van buitenaf. Handel met het buitenland werd alleen toegestaan met de Hollanders en de Chinezen, en werd uitsluitend in Nagasaki gedaan onder strikt overheidstoezicht. Geen enkele buitenlander was het toegestaan voet aan land te zetten in Japan, en het was Japanners verboden naar het buitenland te reizen. In juni 1635 werd een wet uitgevaardigd die het verbood om grote zeewaardige schepen te bouwen. Aan het begin van de 19e eeuw kwam deze uitsluitingspolitiek echter in toenemende mate onder druk te staan. In 1844 stuurde Koning Willem II een brief waarin hij er bij Japan op aandrong zelfstandig af te zien van de isolatiepolitiek, voordat het van buitenaf zou worden gedwongen.
Nadat Commodore Perry in juli 1853 een bezoek forceerde, ontstond binnen de Japanse regering een hevig debat over hoe om te gaan met de niet eerder vertoonde bedreiging van de Japanse hoofdstad. Men was het erover eens dat er onmiddellijk stappen moesten worden genomen om de kustverdediging van Japan te versterken. De wet die het verbood om grote schepen te bouwen werd ingetrokken en veel van de feodale domeinen begonnen onmiddellijk oorlogsschepen te bouwen of aan te schaffen. De schepen die in Japan werden gebouwd waren echter gebaseerd op ontwerpen die al enkele tientallen jaren oud waren, en de schepen waren al verouderd tegen de tijd dat ze opgeleverd werden. De behoefte aan stoomaangedreven oorlogsschepen, die op konden tegen de buitenlandse schepen, was groot en het Tokugawashogunaat benaderde de Nederlanders voor de levering van dit soort schepen. 

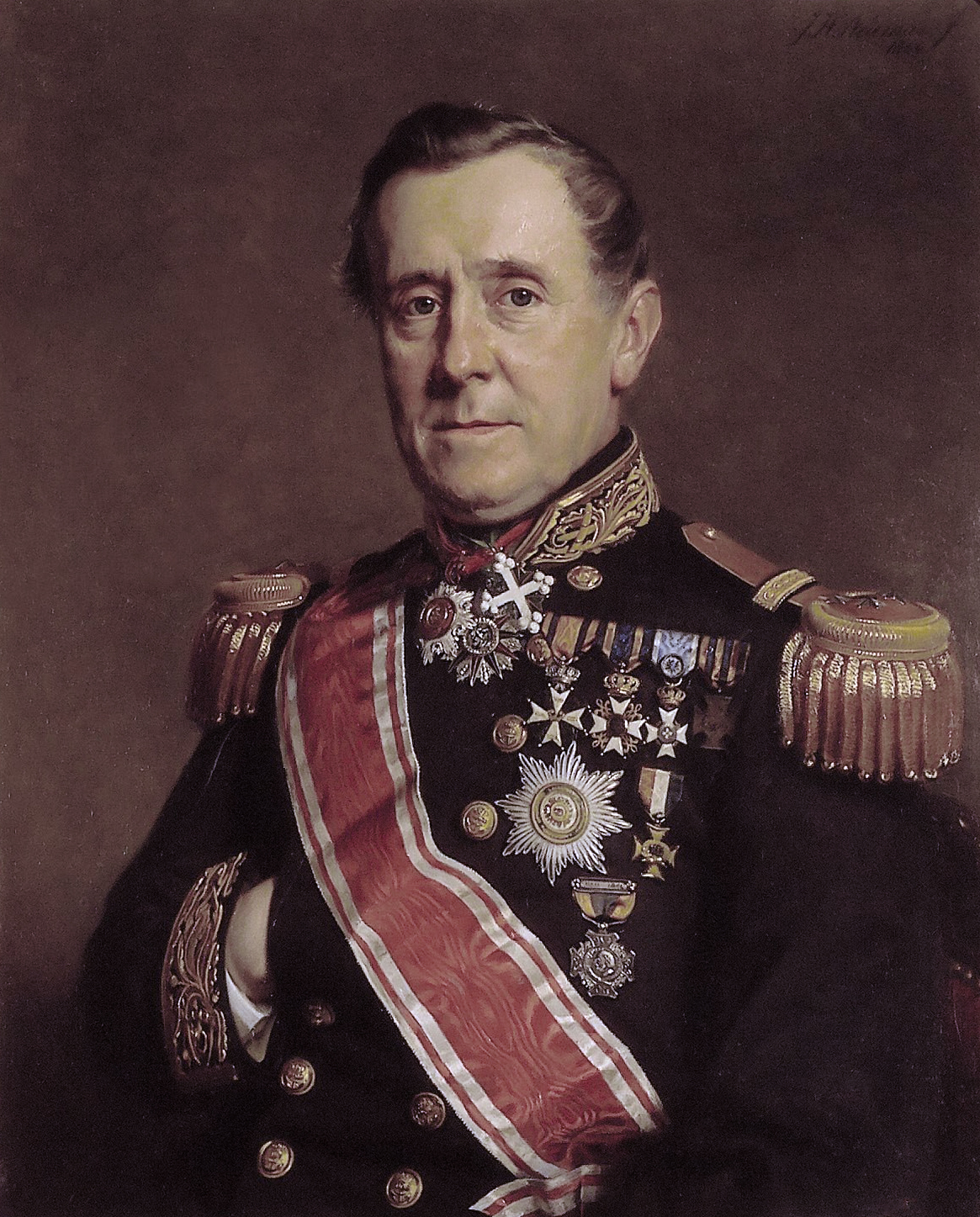
Gerhardus Fabius (1806-1888) (Johan Heinrich Neuman, 1864)

Beseffende dat het tijd zou kosten om een nieuw schip te bouwen verzocht Donker Curtius om een van de in Indië gestationeerde oorlogsschepen van de Nederlandse marine aan de Japanse overheid aan te bieden.
Het Nederlandse oorlogsschip de Soembing, genoemd naar een vulkaan op Java, werd in 1854 met kapitein Gerard Fabius naar Japan gezonden om de Japanners stuurmanskunst bij te brengen. Het schip werd in 1855 in Nagasaki in naam van Koning Willem III officieel aan de regering van shogun Tokugawa Iesada overgedragen. Het geschenk was binnen de Nederlandse regering onderwerp van heftige discussie, omdat veel ministers vonden dat het te duur was. De Soembing werd omgedoopt tot Kanko Maru, naar een regel uit het Boek der Veranderingen.

## Gebruik
De Kanko Maru werd gebruikt als opleidingsschip aan het pas opgerichte Nagasaki Marine Opleidingscentrum, onder Nagai Naoyuki. Aanvankelijk gaven 22 Nederlandse zeelui, inclusief luitenant Gerhard Christiaan Coenraad Pels Rijcken, de opleiding, opgevolgd door luitenant Willem Johan Cornelis Huyssen van Kattendijke. Dit was de eerste keer dat Japan een officiële militaire opleiding kreeg van Nederland.
In april 1857 werd het schip overgedragen aan het nieuwe Tsukiji Marine Opleidingscentrum in Edo, met een uitsluitend Japanse bezetting van 103 studenten.
Na de Meiji-restauratie werd het schip op 28 april 1868 overgenomen door de Meiji-regering en werd het een van de eerste schepen van de beginnende Japanse Keizerlijke Marine. Het bleef gestationeerd aan het Japanse Keizerlijke Marine Opleidingscentrum te Tsukiji, totdat het in 1876 uit dienst werd genomen.

## Vervolgopdrachten
De welwillendheid die het gevolg was van de gift van de Soembing leidde tot vervolgopdrachten. Er werd een nieuw schroefstoomschip bij Fop Smit in Kinderdijk besteld, de Kanrin Maru, dat in 1857 in Japan arriveerde. Voor de bouw van de Kaiyō Maru bij Scheepswerf C. Gips & Zn in Dordrecht werden in 1863 Japanse zeeofficieren, artsen, scheepsbouwkundigen en andere technici in Nederland gedetacheerd. Twee juristen studeerden in Leiden staatsrecht en economie, twee officieren van gezondheid liepen stage in het marinehospitaal in Den Helder, vijf marineofficieren werden technisch bijgeschoold bij verschillende bedrijven en instellingen.

## Wetenswaardigheden

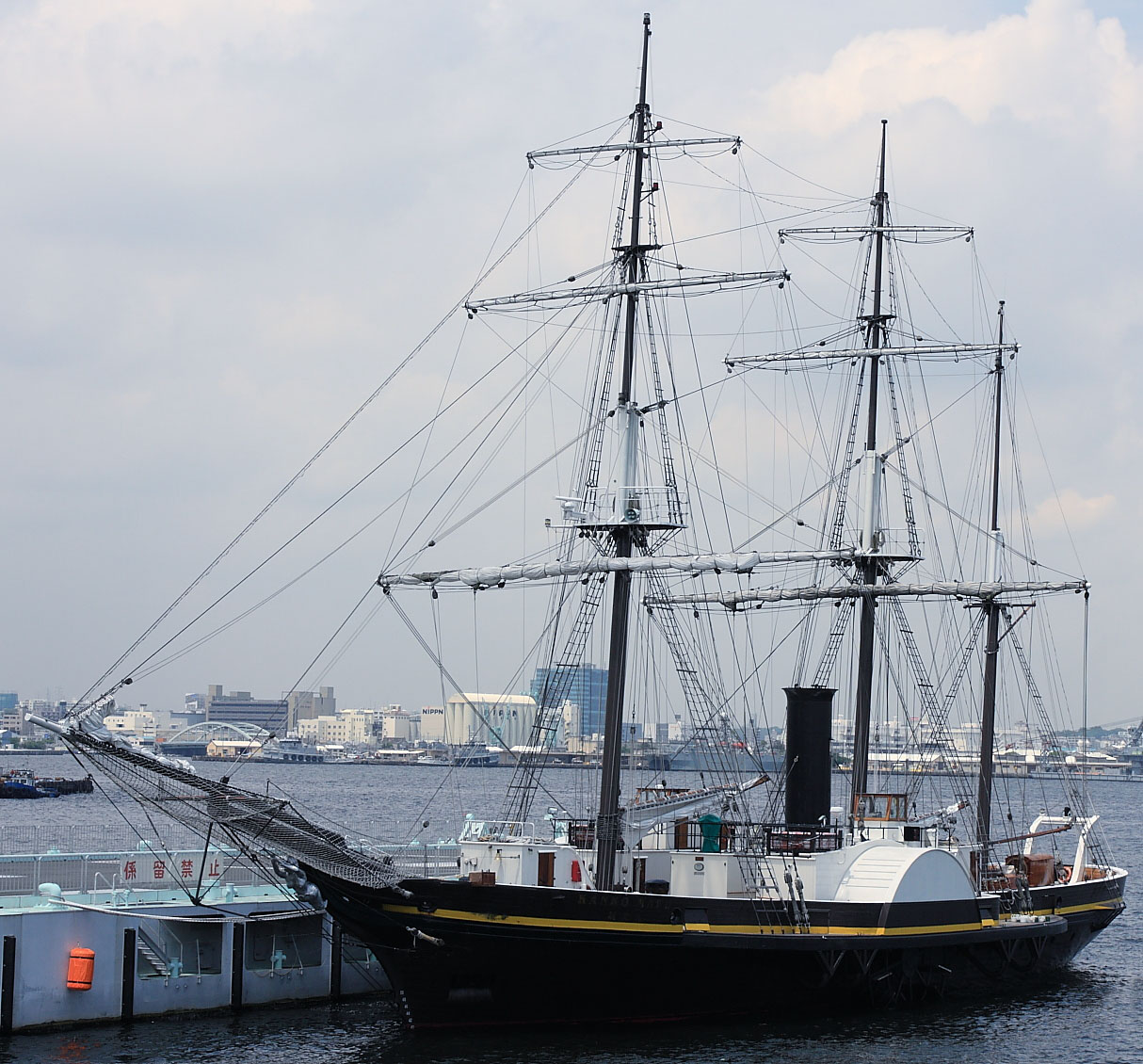
De kopie van de Kanko Maru

- De kopie van de Kanko MaruNaar de originele tekeningen uit Het Scheepvaartmuseum in Amsterdam werd in 1987 de Kanko Maru bij Verolme nagebouwd. De nabouw is van staal, het origineel was van hout. Bovendien wordt de kopie aangedreven door een dieselmotor in plaats van een stoommachine, en een schroef in plaats van de schoepraderen.[8] De replica werd als toeristenattractie gebruikt in het Huis Ten Bosch themapark in Sasebo, en vaart nu langs de Japanse kust. Het schip heeft een bezetting van 14 man en kan tot 300 passagiers op dagcruises vervoeren.
- Kanko Maru is tevens de naam van een Japans project voor ruimtetoerisme.[9]